# Oldřich II. z Rožmberka
Oldřich II. z Rožmberka (13. ledna 1403 – 28. dubna 1462) byl významný český šlechtic, po bitvě u Lipan se stal uznávaným vůdcem katolických pánů v Čechách. Svými současníky byl zván „sloupem království tohoto a údem nejmocnějším“.
V době vladařství Oldřicha II. (1418–1451) stoupla moc rodu Rožmberků, protože dokázal využít oslabení královské moci v průběhu husitských válek. Během 20. let 15. století ovládl skoro celé jižní Čechy, s výjimkou silného královského města České Budějovice. Toto scelení rožmberského dominia vytvořilo vhodnou hospodářskou základnu pro podnikání šlechtického velkostatku, který Oldřichovi potomci vytvořili v 1. polovině 16. století.
Vedle majetkových zisků dokázal Oldřich II. upevnit postavení rodu i v rámci stavovské obce, a to vytvořením řady zfalšovaných listin s výsadami a dary, které měl rožmberský rod získat od českých králů. K roku 1360 se tak vázala výsada, vydaná údajně Karlem IV., která stvrzovala nedělitelnost rožmberského dominia a zřízení vladařství v rožmberském rodě patřící vždy nejstaršímu mužskému členu rodu. Tyto nároky byly dokonce roku 1493 plně zlegalizovány zanesením do zemských desk a dodržovány až do vymření rožmberského rodu 6. listopadu 1611.
Rovněž vymyslel pověst o původu Rožmberků ze starého římského rodu Ursini (z lat. medvěd) a jednáním s italským rodem Orsini skutečně dosáhl oboustranně potvrzené dohody o tom, že jejich smyšlený společný původ je pravda.

## Postoj k husitství
Přestože Oldřich byl zpočátku silně ovlivněn sympatiemi k husitskému hnutí, které v něm vzbudil jeho poručník Čeněk z Vartemberka, následný vývoj jej navrátil zpět ke katolictví. Poté, co husité v roce 1420 vypálili město Sezimovo Ústí a založili Tábor na samé severní hranici rožmberského dominia, Oldřich se stal předním spojencem císaře Zikmunda a prostředníkem mezi ním a kališníky. Již od věku 17 let se stal v této rozbouřené době zkušeným diplomatem. Listiny Archivní sbírky v Třeboni a Listář a listinář Oldřicha II. z Rožmberka dokazují, že vyjednával se všemi zúčastněnými stranami a zejména se snažil zachovat na svém území klid a pořádek, což se mu podařilo zejména řadou sepsaných příměří mezi lety 1420–1434. 3. září 1420 jej císař Zikmund jmenoval hejtmanem kraje bechyňského a prácheňského, zejména pro konsolidaci sil proti husitům. Oldřichova pozice posílila i díky tomu, že císař Zikmund měl vůči němu dluh ve výši 11.500 kop grošů, které se zavázal postupně splácet.
Přímo vojensky zasáhl Oldřich nejdříve v neúspěšném dobývání Tábora 30. června 1420. Pak bylo jeho vojsko poraženo v bitvě u Panského Boru 12. října 1420, účastnil se bitvy pod Vyšehradem 1. listopadu 1420 a také v úspěšné bitvě u Lipan na straně Panské jednoty 30. května 1434. Skutečně poslední bitvou husitské revoluce byla bitva u Křeče 19. srpna 1435, kde oddíly Oldřicha II. z Rožmberka zcela rozdrtily zbytky husitských vojsk a donutily Tábor ke kapitulaci a následné přijmutí vlády Zikmunda. Ten ho pak ještě žádal, aby pomohl v obléhání hradu Sion, ale Oldřich listem z 3. července 1437 odmítá z důvodu, že jeho lidé musejí bořit hrad Příběnice, čemuž se zavázal smlouvou s Tábory ze dne 4. července 1437 odplatou za věčný mír.

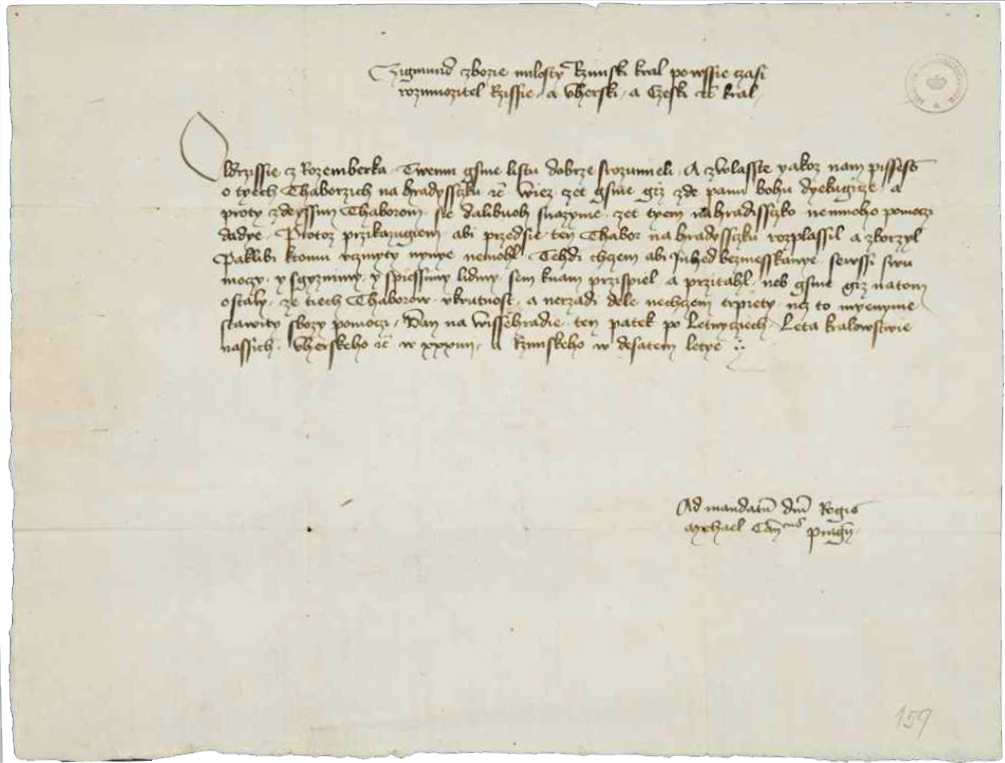
Zikmund přikazuje Oldřichovi II. z Rožmberka, aby zbořil Tábor (31. května 1420)

Kvůli husitským rebeliím se vladař zadlužil, dokonce do zástavy svého přítele a švagra, rakouského šlechtice Reinprechta z Walsee dne 29. září 1420 uložil rodový hrad Rožmberk včetně města, za 4 tisíce kop grošů. V roce 1427 dal do zástavy klášter Vyšší Brod za 2333 zlatých uherských. Nadále prodal své rakouské panství Haslach. Také se zbavil všech držav, které ležely mimo Jižní Čechy, např. rokycanské panství Strašice, Zbiroh nebo Velhartice, které prodal v roce 1428 Menhartovi z Hradce.
Důkazem Rožmberkovy snahy o vyhovění oběma stranám s cílem uklidnění situace je dohoda s představiteli Tábora a obcí Písek ze dne 18. listopadu 1420, kde sjednává smír za podmínky držení čtyř artikul pražských. Toto opětovně potvrdil na svých panstvích 25. dubna 1421.
Díky své samostatné zahraniční politice dokázal získat na svoji stranu rakouské spojence a využít jejich žoldnéře. V září 1431 sepsal smlouvu s Fridrichem III. Habsburským, že mu dopomůže ke korunovaci českým králem, pokud Zikmund zůstane bezdětný a pokud Fridrich zachová postavení české šlechty, v první řadě Rožmberků.
Nepřehlednou situaci a těžkou pozici Zikmunda využil k neoprávněnému zisku některých církevních i světských majetků. Zejména na základě zfalšované listiny si nadále podržel klášter Zlatá koruna, získaný zástavou od císaře v roce 1420. V dlouhodobém sporu se Smilem z Křemže a i díky svým falzům nakonec získal v roce 1444 Prachatice a městečko Volary.

## Soupeření s Jiřím z Poděbrad
Po porážce husitů a smrti Zikmunda přispěl k přijetí Albrechta II. Habsburského za českého krále a poté i k uznání nároku jeho syna Ladislava Pohrobka. Poté u nového římskoněmeckého krále Fridricha III. intervenoval pro vydání nezletilého Ladislava a proti jmenování zemského správce, kterým měl být dle kališnické strany Jiří z Poděbrad. Byl protivníkem Jiřího z Poděbrad i kališnické frakce. Ta na svém sněmu 24. června 1448 zvolila Jiřího z Poděbrad skutečně zemským správcem a 3. září s vojskem 9000 mužů obsadili Prahu. Zajali přitom nejvyššího purkrabího Menharta z Hradce, který byl dlouholetým spojencem Rožmberka. 

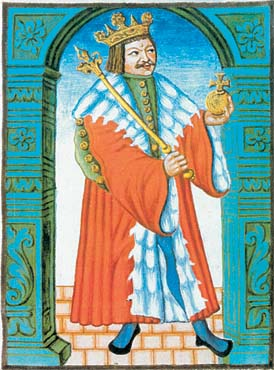
Jiří z Poděbrad

V podzimu roku 1448 došlo ke střetům oddílů rožmberských vojáků s poděbradskými. V lednu 1449 se Oldřich II. sešel s Jiřím z Poděbrad v Soběslavi, ale dohodli jen svolání sněmu do Pelhřimova. Menhart mezitím v zajetí zemřel. Již 6. září se vladař sešel s dalšími zástupci katolické šlechty na hradě ve Strakonicích a založili Strakonickou jednotu. Jejím hlavním cílem bylo zničení moci Jiřího z Poděbrad, kterého obvinili z vraždy Menharta z Hradce. Oldřich II. mezitím dohodl se saským vévodou Fridrichem II. spolek proti Jiřímu z Poděbrad. Dohoda a listy, ve kterém Rožmberk zve saská vojska do Čech k zabránění kališnické vzpoury, se dostala do rukou kališníků. Fridrich II., vévoda saský mnoha dopisy z jara 1450 potvrzuje vojenskou pomoc Oldřichovi a českým katolickým stavům. Zveřejnění korespondence poškodilo Oldřichovi reputaci, neboť německá šlechta v té době představovala pro velkou část českého obyvatelstva nepřítele. Navíc ho poděbradská strana vinila s prospěchářství, nacházela záminky i v tom, že za sebe již ve sněmech nechává zastupovat jiné (míněn jeho syn Jindřich IV.) a šířila různé pomluvy, které Oldřich v letech 1450–1552 vyvracel, např. v dopise dne 2. května 1450. 27. května 1450 již Jiří z Poděbrad napsal velmi ostrý dopis, který byl v podstatě vyhlášením nepřátelství. Vyjmenoval v něm všechny zlé skutky, včetně jednání s Němci, vlastizradu anebo vraždu Smila z Křemže.
Narůstající zdravotní problémy (dna, močové kameny) Oldřicha II. z Rožmberka postupně donutily předat vládnutí svému synovi Jindřichovi IV., který jej začal zastupovat v jednáních. Jiří z Poděbrad se v roce 1452 již chopil faktické moci, koncem srpna 1452 se mu bez boje vzdalo město Tábor a v září postupoval s vojskem na Krumlov. Oldřich, aby zabránil pustošení, což stvrzuje i v dopise svému synovi, se vydal vstříc tažení a v Českých Budějovicích pak písemně uznal Jiříkovu volbu zemským správcem. V dubnu 1453 pak sám Ladislav Pohrobek uznal Jiříkovu funkci zemským správcem a byl poté sám 28. října korunován českým králem. Pohrobek i Jiří z Poděbrad spolu od té doby dobře vycházeli, k nelibosti Oldřicha II. z Rožmberka. Nezabránilo to však jeho žádosti, aby nový král Ladislav vystavil listinu, kterou by potvrdil veškerá dosavadní i budoucí rožmberská privilegia a majetky.
Oldřich se po neúspěšném politickém boji s kališníky stáhl z veřejného života, předal vládnutí v dominiu svým synům Jindřichovi IV., Janovi II., Joštovi a odstěhoval se na hrad Dívčí kámen. K předání moci v rožmberském domě došlo 13. listopadu 1451 a poté, co se syn Jindřich IV. při vojenské výpravě proti Turkům nakazil morem, jemuž 25. ledna 1457 ve věku třiceti let ve Vídni podlehl, předal vladařství nejmladšímu synovi Janovi II. dne 14. května 1457.
Dozvuky vztahu Oldřicha II. s Jiříkem z Poděbrad probíhaly na pozadí volby Jiřího z Poděbrad českým králem, k jehož zvolení napomohl i Oldřichův syn Jan. Rozkol otce a syna se promítl i do vztahu s Jiřím z Poděbrad. Důvody této politiky, kdy přední katolický šlechtic v zemi volí kališníka za krále, byl krom jiného i dlužní úpis na tehdejších velmi vysokých 16 tisíc dukátů, který byl předložen rožmberské straně. Tento úpis získal předtím výtečný diplomat Jiří z Poděbrad od Habsburků a výměnou za podporu v královské volbě jej Rožmberkům odpustil.

## Spor sJanem Smilem zKřemže

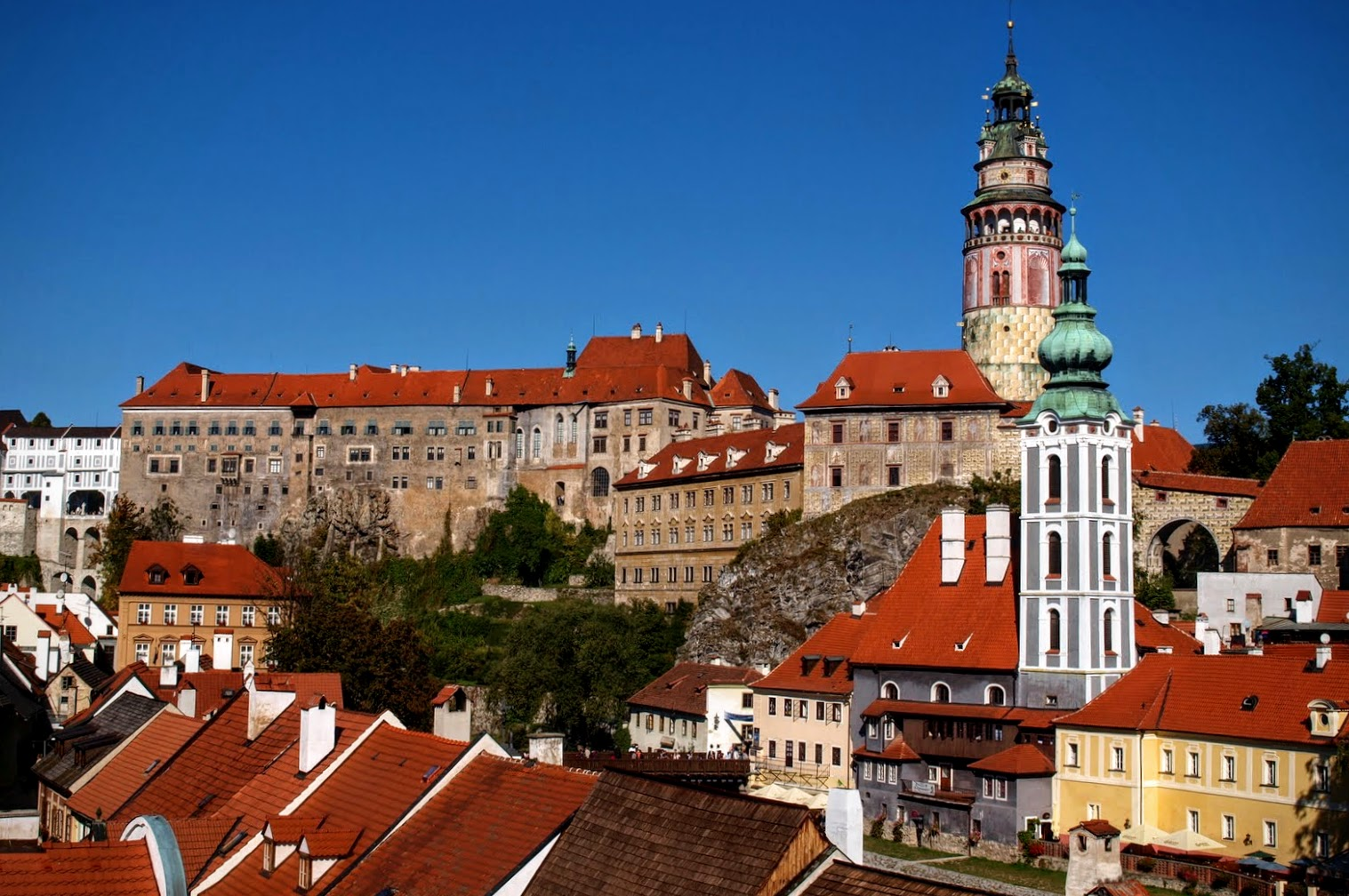
Český Krumlov sídlo vladaře Oldřicha II. z Rožmberka

Na okraji Rožmberského dominia působili nižší šlechtici a současně lapkové, kteří se posléze účastnili husitské revoluce. Vztah Oldřicha z Rožmberka k těmto rytířům a vladykům byl pochopitelně negativní. Jan Smil z Křemže byl ve styku s těmito šlechtici, mezi nimi byl i první táborský hejtman, Mikuláš z Husi nebo Přibík z Klenové. Není přesně známo, kdy poprvé došlo ke konfliktu mezi Oldřichem a Smilem. První zmínka o Smilovi v Popravčí knize rožmberské je z roku 1423, kdy Jan Polák z Prachatic na mučidlech přiznal, že Smil organizoval asi 40 mužů, aby se přidali k Táboritům, k Žižkovi, aby loupili a dobývali okolní tvrze a hrady a posádky vraždili. Přestože Oldřich poprvé Smila vězní na Krumlově někdy v roce 1423, záhy ho propouští a posléze 10. září 1424 uzavírá se Smilem jako i s většinou šlechticů v oblasti včetně Jana Žižky příměří.

15. října 1427 Oldřich koupil od Smila tvrz Křemži s vesnicemi. Spory však pokračovaly. 19. října 1429 uzavírají dohodu o výměně zajatců, mezi nimi byl i např. Zdeněk z Rožmitálu. V následných letech i po bitvě u Lipan docházelo k šarvátkám, bojůvkám a spor vyvrcholil nejasným aktem císaře Zikmunda, který v roce 1437 údajně prodal Smilovi města Prachatice, Volary a několik dalších vesnic, které byly v majetku kláštera Zlatá Koruna. Oldřich o tyto výnosné a na okraji jeho dominia položené državy již léta usiloval. Dne 3. července 1437 si v dopise císaři stěžuje na Smila, že „se proti němu búří a mém chudým lidem škoditi miení.“. Smil si pak stěžuje ostatním šlechticům na chování Oldřicha v dopise z roku 1437, kde doslova píše „žaluji na toho zlého nečistého pána Oldřicha z Rožmberka“. 

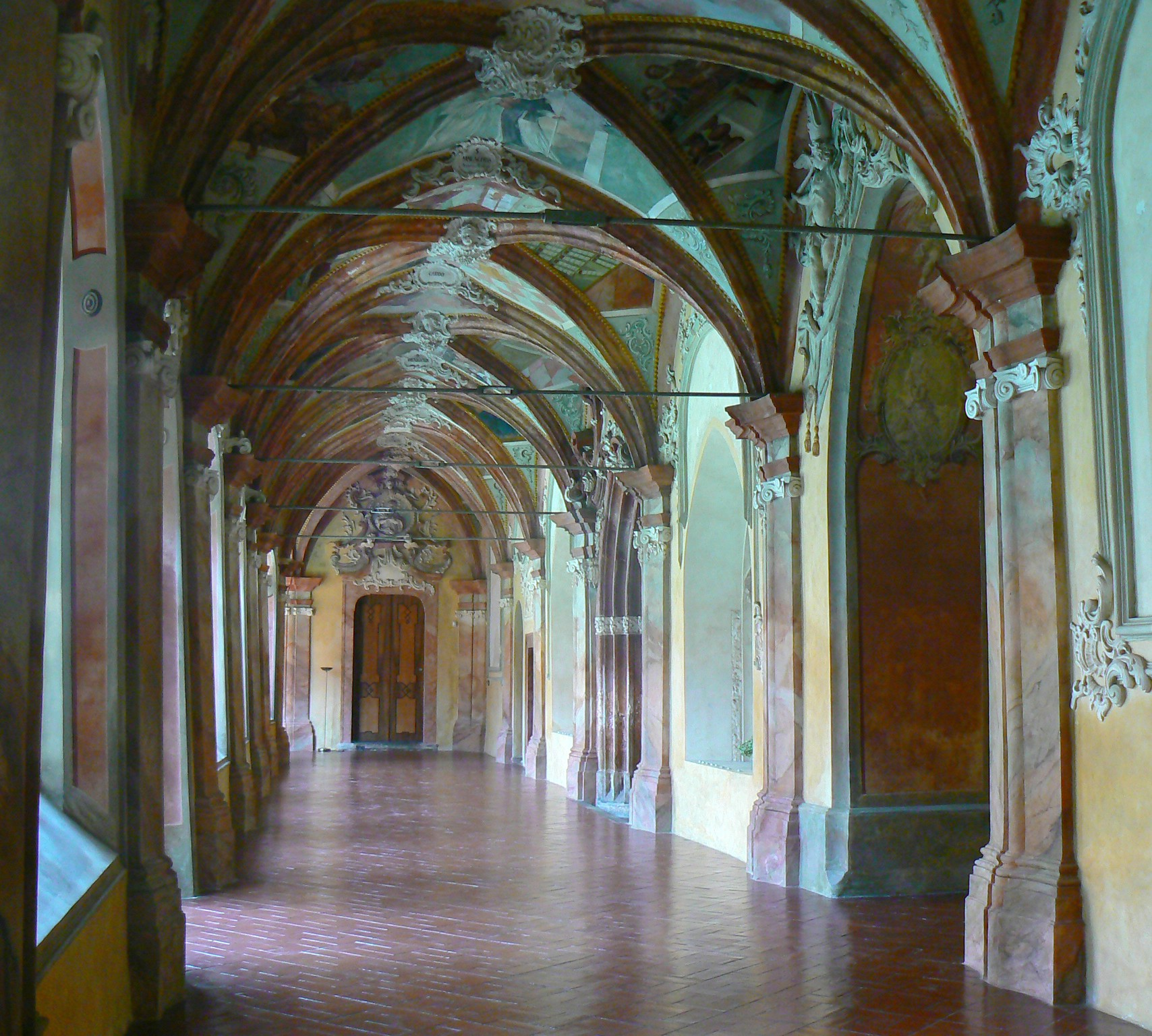
Křížová chodba kláštera Zlatá Koruna

Před návštěvou Krumlova v roce 1439 Smil žádal sepsat glejt, který by mu zaručoval, že nebude na hradě zajat. Oldřich jej však přesvědčil, že již žádného glejtu není třeba, jelikož s ním hodlá natrvalo uzavřít příměří. Na počátku roku 1439 se tedy Smil vydal na Krumlov a byl zatčen. 16. ledna 1439 král Albrecht sice píše Oldřichovi, aby propustil Smila z vězení na Krumlově, ale protože se situace kolem Tábora a husitů v těchto dnech již uklidňovala, a ani husité si nechtěli situaci komplikovat dalším dílčím vyjednáváním, nad Smilem se tzv. zavřela voda.
25. července 1444 Smil (spolu se svými dvěma syny Jiříkem a Přibíkem) pečetí smlouvu, ve které postupuje Oldřichovi II. z Rožmberka Hus, Prachatice, vesnice v držení kláštera Zlatá Koruna a Volary. Rovněž další smlouvou doznává, že jej Oldřich propouští z vězení a že se nebude mstít a podvolí se svým věřitelům. Manželka Smila se 19. prosince 1444 rovněž vzdává veškerého manželova majetku a práv.
20. prosince 1444 podává sám Oldřich svědectví o jednání a výslechu Smila a jednání z „veliké světnice“ na Českém Krumlově. Z popisu situace vyplývá, že Oldřich viní Smila z padělání Zikmundovy zápisné listiny na město Prachatice z 1. června 1437, doslova Oldřich říká „a také ani písmo ani pergamen z kanceláře císaře nenie, než tuto dobří lidé vidie, že je to list falešný.“. A dává Smila uvěznit. A protože Smil poté nemohl doložit pravost listiny a Zikmund již byl tou dobou po smrti, vězněm zůstal až do své smrti. Z jednání není zcela jasné, jaké další listiny byly záminkou pro uvěznění, zda i ty ke Zlaté Koruně a husickému panství, ale Oldřichovi šlo primárně o to se Smila zbavit a získat zejména zboží zlatokorunské, což ještě pojistil zfalšovanou listinou údajně ze dne 4. července 1412, kde král Václav IV. „svěřuje Jindřichovi z Rožmberka a jeho nástupcům ochranu a vládu kláštera Zlatokorunského“. K popravě došlo na přelomu června a července 1447 v Českém Krumlově.
Proti tomu vystoupil Smilův přítel Tomáš z Chotěmic, který kdysi Smila přesvědčil, aby po Oldřichovi nepožadoval další propouštěcí glejt, díky čemuž nakonec došlo k jeho osudnému zatčení. Stěžoval si na Rožmberkovo počínání nejen Smilovým synům, ale i rožmberským úředníkům. Dále si na Rožmberkovo jednání stěžovali i Táborští, ale k žádnému dalšímu šetření v té věci nedošlo. Oldřich navíc vyhotovuje další falzum, údajně z 18. října 1422, ve kterém Jan Smil z Křemže „slibuje pod ztrátou hrdla i zboží, že se již více neproviní proti Rožmberkům“. 8. října synové Smila prodali své dědictví po otci Oldřichovi, panství Křemže. 28. října zemský správce Jiřík z Poděbrad listem ukládá synu Oldřicha Jindřichovi IV., že musí synům Smila zaplatit za „zcizené zboží“ 1500 kop grošů. 5. prosince 1455 král Ladislav postupuje své právo na Hus, Husinec a Záblatí i s vesnicemi Rožmberkům.
Jan Smil byl oproti Oldřichovi II. z Rožmberka zástupcem nižší šlechty. A přestože rovněž využil nepřehlednou situaci během husitských nepokojů k sekularizaci církevního majetku (především Zlatokorunský klášter), čímž se stal majitelem opravdu velkého jmění, na rozdíl od Rožmberka přecenil situaci a nakonec i špatně odhadl příliš silného protivníka.

## Falza
Primárním cílem falzifikátorské aktivity Oldřicha II. bylo nabytí, rozšíření a také větší zákonné ukotvení rodového majetku. Falza byla listinná i pečetní. Z hlediska českých dějin jde o největší falzátorskou akci vůbec. Některé listiny byly pouze upraveny, např. vložena slova „i jeho dědičům“, což mělo za následek, že majetková práva, která byla Rožmberkům dána na dobu určitou, se touto falzifikací stala na dobu neurčitou. Jiné listiny byly vytvořeny kompletně nové. Další variantou falzifikace bylo odstranění původního písma z originálního pergamenu, sepsání nového textu a ponechání originální pečeti, např. listina Jana Lucemburského z roku 1333. 

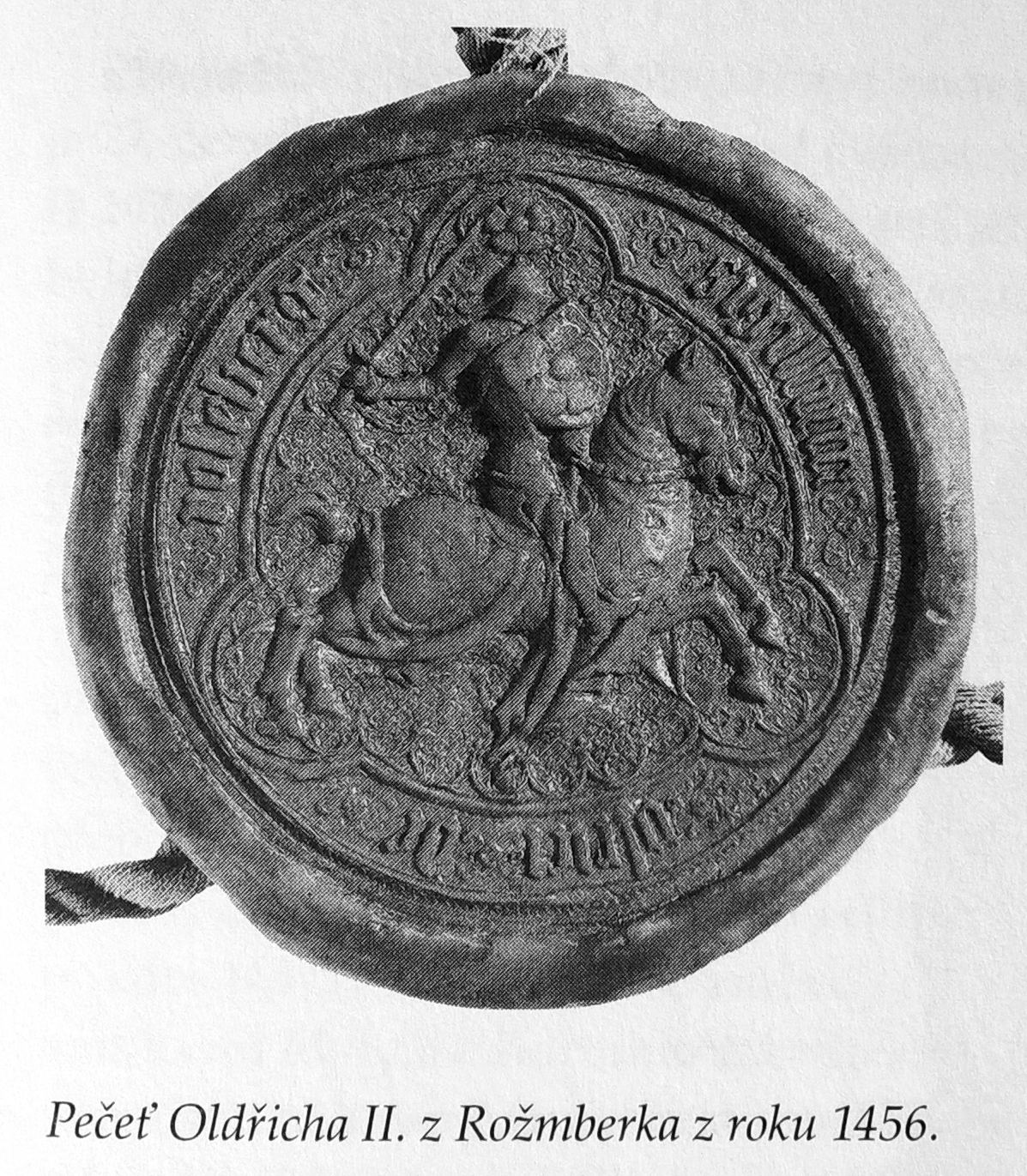
Pečeť s jezdcem Oldřicha II. z Rožmberka

Je typické, že se v naprosté většině případů jednalo o padělky listin a autentických pečetí osob již zemřelých. Z toho plynula výhoda, že se tito nebudou bránit. Je dochováno více než 30 kusů padělaných písemností a 16 typů pečetí. Mezi falzy se nalezly padělky pečetí Jana Lucemburského (2 typy), Karla IV. (2 typy), Václava IV. (2 typy), Zikmunda Lucemburského (3 typy), Jana Zhořeleckého (1 typ), Wolframa ze Škvorce (1 typ), nejvyššího zemského sudího Hynka z Hohenštejna (1 typ), Petra II. z Rožmberka, Jošta I. z Rožmberka, Oldřicha I. z Rožmberka, Jana I. z Rožmberka, Jana Smila z Křemže, Jana a Racka z Drahonic (vše po jednom typu). U souboru padělaných písemností existují dvě originální pečeti Václava IV. a Viléma z Potštejna a Lopaty, člena rožmberské rady.
Kdo vytvářel Rožmberkovi padělky, není známo, nejspíše lze usuzovat na někoho z jeho rožmberské kanceláře. Největší padělaná císařská pečeť Zikmunda Lucemburského měla velikost 14 cm.
Následnému využívání falz v soudních či osobních sporech napomohl i fakt, že Oldřich od roku 1454 začal uplatňovat privilegium předkládat místo originálů pouze vidimáty, tedy úředně ověřené opisy originálních listin. Toto privilegium pocházelo ze zfalšované listiny údajně vydané Janem Lucemburským 13. ledna 1334. Právo vidimovat listiny měli například i konšelé a jiné osoby, jejichž úsudek byl společensky jen těžko zpochybnitelný.

## Vztah k dceři Perchtě z Rožmberka

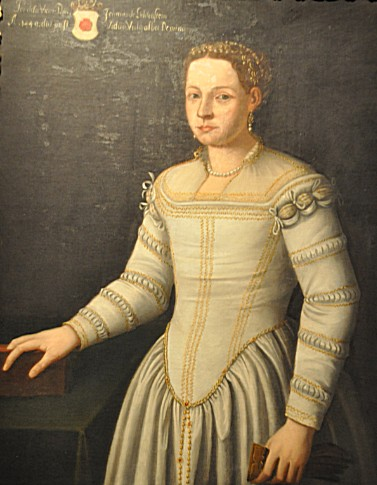
Perchta z Rožmberka

Sňatek dohodl vladař 9. února 1449 s Hanušem z Lichtenštejna. Věno bylo stanoveno na tisíc kop grošů, které se Oldřich rozhodl vyplácet postupně po 50 kopách grošů. Stejně vyplácel věno dceři Lidmile, provdané za Bohuslava ze Švamberka, a ten v tom nespatřoval problém. Na rozdíl od své sestry se Perchta, která se po svatbě v Krumlově dne 12. října 1449 ocitla rázem v cizím prostředí Mikulovského hradu a vedle skutečně nepřátelského člověka Hanuše z Lichtenštejna, necítila dobře. Už v listopadu téhož roku Perchta píše otci, že „touží po něm a žádá, aby jí nezapomínal“. Hanuš z Lichtenštejna, jeho matka a sestry stále více dotíraly na Perchtu a Hanuš po jejím otci žádal vyplacení celého věna hotově. Podmínky, ve kterých na hradě v Mikulově žila, byly nuzné a místy docházelo i k bití. Perchta si mnohokrát stěžuje na situaci u Lichtenštejnů, což dokládá např. dopis z 22. listopadu 1450, kde si stěžuje, že trpí velkou nouzí a Hanuš z Lichtenštejna se k ní chová nelaskavě a dokonce jí chtějí otrávit. V dopise ze dne 20. února 1450 si stěžuje na svou tchyni Hedviku z Pottendorfu, na spory v jejich rodině a žádá otce, aby za ní poslal krumlovského purkrabího, aby na vlastní oči viděl, jak špatně se jí v Mikulově vede. Otec odpovídá listem z 27. února 1450, že nemůže teď přijet ani posla přijmout a že má být Perchta trpělivá, že ji potom pozve na Krumlov a celou záležitost vyřídí. 

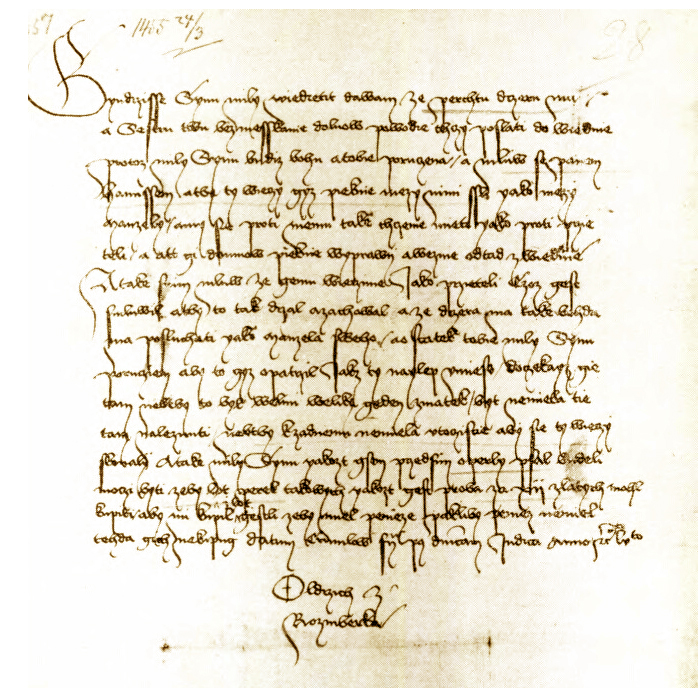
Dopis Oldřicha II. z Rožmberka synu Jindřichovi IV. o Perchtě ze dne 24. března 1455.

Tehdejší chudší moravská německá šlechta zcela nemohla ani po hmotné stránce zajistit takovou úroveň šlechtického velkostatku, jakou oplývali Rožmberkové, byť Lichtenštejnové měli svá rozsáhlá panství ve Valticích, Mikulově, v Rakousku (hrad Steyregg) a domy ve Vídni. Hanuš z Lichtenštejna potřeboval vyplatit své příbuzné a doufal, že věno mu z této situace pomůže. Otec Oldřich, přestože v dané situaci nemohl mnoho dělat, neboť dobové zvyklosti a společenský úzus mu neumožňovaly větší intervence, alespoň v dopisech Perchtu těší a posílá jí peníze. V květnu 1450 Perchta žádá, zda by se s ní otec nemohl sejít. Naneštěstí v tu dobu vrcholí Oldřichovo politické soupeření s Jiřím z Poděbrad a je tak velmi zaneprázdněn.
V únoru 1452, kdy se vdávala sestra Lidmila, Perchta déle setrvala na rožmberském dvoře a otec Oldřich se jí dopisem zastává a vysvětluje Hanušovi z Lichtenštejna, proč se Perchta ještě nevrací na Moravu. V roce 1454 již dává svému otci na srozuměnou, že je smířena s osudem a že „její manžel Hanuš jí připověděl lásku manželskou a oba se tak podle svého slibu zachovati chtějí“. 24. března 1455 píše Oldřich II. svému synovi Jindřichovi, aby doprovodil svou sestru Perchtu do Vídně a s jejím manželem Hanušem sjednal smír a zakoupil mu perly.
V Perchtině situaci u Lichtenštejnů nepomohlo ani dvojí mateřství (dcera a syn). Skutečným vysvobozením byla až smrt Hanuše v roce 1473. Ze své svobody se však dlouho netěšila, přežila obě své děti a zemřela ve Vídni 2. května 1476.
Perchta za celou dobu u Lichtenštejnů poslala do Krumlova 32 dopisů v rozmezí let 1449–1470, otci Oldřichovi poslala mezi lety 1450–62 6 naléhavých dopisů, zbylé bratrům Jindřichovi, Joštovi a Janovi. Dopisy si nechávala napsat svým písařem Jindřichem neboť neuměla psát, přestože uměla číst.

## Vztah k ostatním dětem
Prvorozená dcera Anežka zůstala po celý život svobodná. Lze zcela vyloučit, že by důvodem, proč ji otec neprovdal, byla nějaká tělesná či duševní vada. Anežka byla zdravá, společenská a velmi zdatná lovkyně. V pozdějším věku pro ni otec vyčlenil ze svého panství Třeboň, které pak sama vedla a kde v poklidu dožila. K rodičům, sourozencům i jejich dětem si zachovala vřelý vztah. Zemřela jako poslední z Oldřichových dětí 25. června 1488.
Lidmila měla na tehdejší poměry nejběžnější život. Otec Oldřich ji svatební smlouvou ze dne 28. září 1451 vdává za Bohuslava ze Švamberka a nadále s ní má dobrý a přátelský vztah.
Syn Jindřich šel zcela ve stopách svého otce. Roku 1451 částečně přebírá s dalšími syny správu rodového majetku a pokračuje v otcově politice, zejména v protikališnickém boji. Mnoho dopisů otci z těchto let dokládá, že jim šlo o stejnou věc. Udržet a rozšířit vliv Rožmberského dominia.

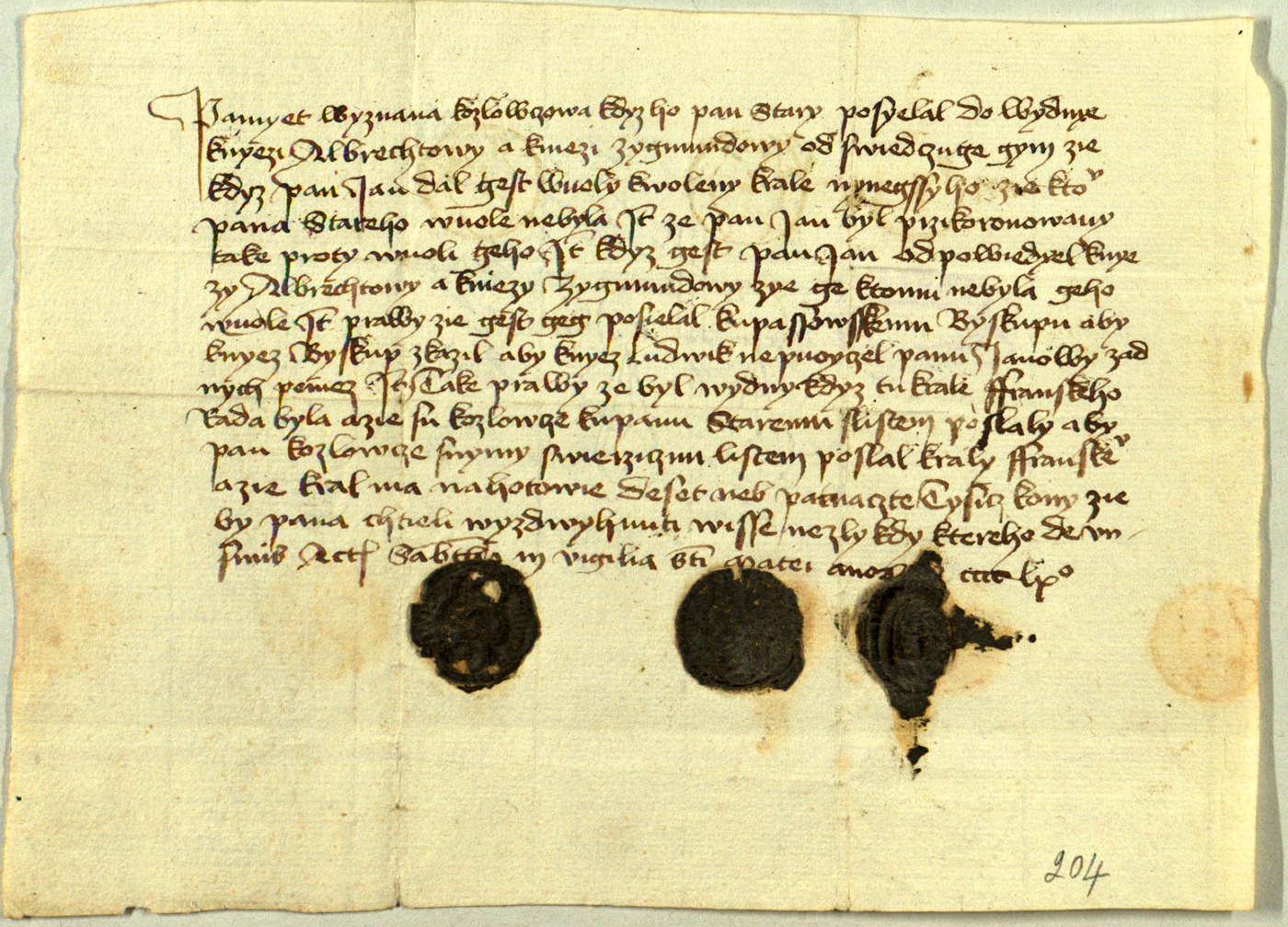
Posel Oldřicha dosvědčuje, že syn Jan se stal přívržencem Jiříka z Poděbrad proti vůli otce

Syn Jošt byl určen k dráze duchovní. Otec Oldřich mu svými diplomatickými styky zařídil na tehdejší poměry velmi lukrativní místo, Vratislavské biskupství, které bylo tehdy součástí Českého státu. Přestože jeho situace v německé Vratislavi nebyla jednoduchá (Jošt příliš neuměl německy a kázal raději latinsky nebo česky, navíc mu vratislavští vytýkali prostopášný život, obžerství a styk s ženami) a jeho snahy o narovnání vztahů s kališnickou stranou mohly způsobovat otci Oldřichovi nepříjemnosti vůči ostatní katolické šlechtě, jejich vzájemný vztah to nenarušilo. Jošt dokonce několikrát intervenoval k uklidnění vztahů mezi otcem a bratrem Janem, např. dne 17. srpna 1461. Zemřel v roce 1467.
Syn Jan měl k otci velmi problematický vztah. Povahově byli rozdílní. K napětí nepochybně přispíval i Janův kompromisu nakloněný kurs a posléze i loajalita vůči Jiřímu z Poděbrad. Jejich spor se stal postupně veřejným, vyjadřovali se k němu i ostatní šlechtici a i bratr Jošt se snažil věc několikrát urovnat. Syn Jan vyčítal otci vysoké zadlužení a celkovou koncepci jeho politiky, Oldřich nakonec přesídlil na Dívčí kámen, ale i odtud pokračoval ve své politice a jednáních. Dokonce lze tvrdit, že svému synovi činil příkoří, např. si žil nad poměry, žádal od syna Jana zvláštní peníze na kratochvíle a přestěhoval mu rodový archiv na Dívčí kámen. Syn Jan ho např. v dopise ze dne 14. května 1457 upomíná, aby „mu v ničem nepřekážel, ani več sahal, abych již mohl úředníkom a služebníkům i všem poddaným našim mocně rozkazovali a činiti napřed jeho milosti i tomuto panství poctivému a dobrému činiti bez jeho překážky“. Krátce před smrtí se se synem Janem smířil.

## Domnělé příbuzenství s rodem Orsiniů

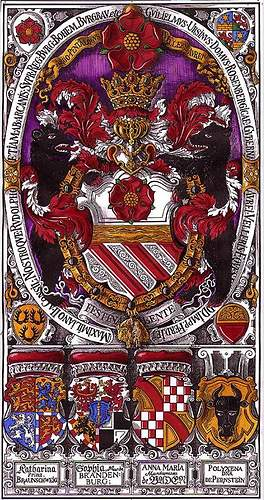
Erb Viléma z Rožmberka je příkladem převzetí orsiniovských motivů, a to jak ve figurách štítu, tak v opisu: Gvilielmvs Ursinvs domvs Rosenbergicae gvberna[tor]

Rod Orsiniů byl starým italským šlechtickým rodem s kořeny ve 12. století. Největší vliv a majetek měli v Římě, kde patřili k předákům strany guelfů, stoupenců papežů. Ve svém děleném erbu používali v jeho horní polovině stejnou obecnou figuru jako Rožmberkové, totiž růži, navíc červeně zbarvenou na stříbrném poli (v poli dolním pak měli zobrazeny tři kosmé červené pruhy na stříbrném poli a uprostřed štítu vodorovné zlaté břevno s černým hadem). Oldřich při návštěvě kardinála Orsiniho na Krumlově na tuto podobnost erbovních figur přišel a na tom posléze vystavěl fikci o příbuzenství obou rodů (což mělo své částečné opodstatnění v heraldických pravidlech, dle nichž různé větve původního rozrodu používaly podobné erby, kterými manifestovaly své dávné příbuzenství – při zmnožování počtu šlechtických erbů v průběhu středověku a raného novověku však při omezeném rejstříku možných erbovních figur logicky docházelo i k podobnostem, které už byly pouze náhodné a neodrážely žádné rodové souvislosti). Oldřich svůj výmysl podpořil listinným falzem hlásícím se k 8. červenci 1341, v němž údajně král Jan Lucemburský „urovnává spor o přednost mezi knížetem opavským Bolkem [sic!] a Petrem z Rožmberka, uznav příbuzenství Rožmberků s římským rodem Orsini“. Zástupci Ursiniů později přijeli do Krumlova. Dohoda o příbuzenském spříznění byla totiž výhodná pro obě strany, Oldřich mohl nabídnout nejen své společenské postavení, které by Orsiniům vylepšilo postavení v Itálii, ale v případě vymření Rožmberků bez dědiců by majetek mohl přejít na Orsinie. K údivu císaře se tedy na dotaz „zda je toto dávné příbuzenství mezi oběma rody pravdivé“ přihlásili hned dva vysoce postavení církevní hodnostáři z rodu Orsini a oba to potvrdili.[zdroj?] Jelikož pokusem o zpochybnění by císař zpochybňoval neomylnost katolické církve, stala se domnělá příbuznost právní skutečností.
Oldřichovi dědici nadále rozvíjeli orsiniovský výmysl, a to s pomocí třech dalších falešných listin z let 1468 a 1481. A protože Orsiniové také užívali jako štítonoše medvědy (lat. ursus – „medvěd“), jako narážku na blízkost slov „Urs(ini)-Orsini“, následně i Rožmberkové neváhali polepšit svůj erb o tyto štítonoše a někteří členové rodu (např. Vilém z Rožmberka) převzali rodový přídomek Ursinus.
Vztahy obou rodů vyústily v roce 1595 začátkem července v návštěvu dětí knížete Virginia Orsiniho na Krumlově. Návštěva měla politické pozadí: zatímco Vilém z Rožmberka rozvíjel orsiniovskou-ursinovskou legendu ve společenském smyslu, zástupci české katolické šlechty nabádali bezdětného Petra Voka k získání alespoň adoptivního dědice z katolického rodu Orsiniů – dědictví by totiž mohlo připadnout v případě sporů na protestantskou protihabsburskou stranu. Proti tomuto záměru však ostře vystoupili Švamberkové, kterým smlouva z roku 1484 zaručovala dědictví. Poté navštívili Orsiniové Petra Voka ještě v roce 1597 a v květnu 1609, když v dubnu předtím došlo k ujednání nové dědické smlouvy se Švamberky i se synovcem Petra Voka, Janem Zrinským ze Serynu.

## Pokus o Oldřichovo otrávení husity
Záznam o přípravě vraždy vladaře a plánu na oslabení popř. zániku vlivu Rožmberků v Jižních Čechách je v popravčí knize pánů z Rožmberka, konkrétně v části označené 35a, 35b, 36a, 36b. Jde o výslechy svědků a pachatelů na mučidlech.

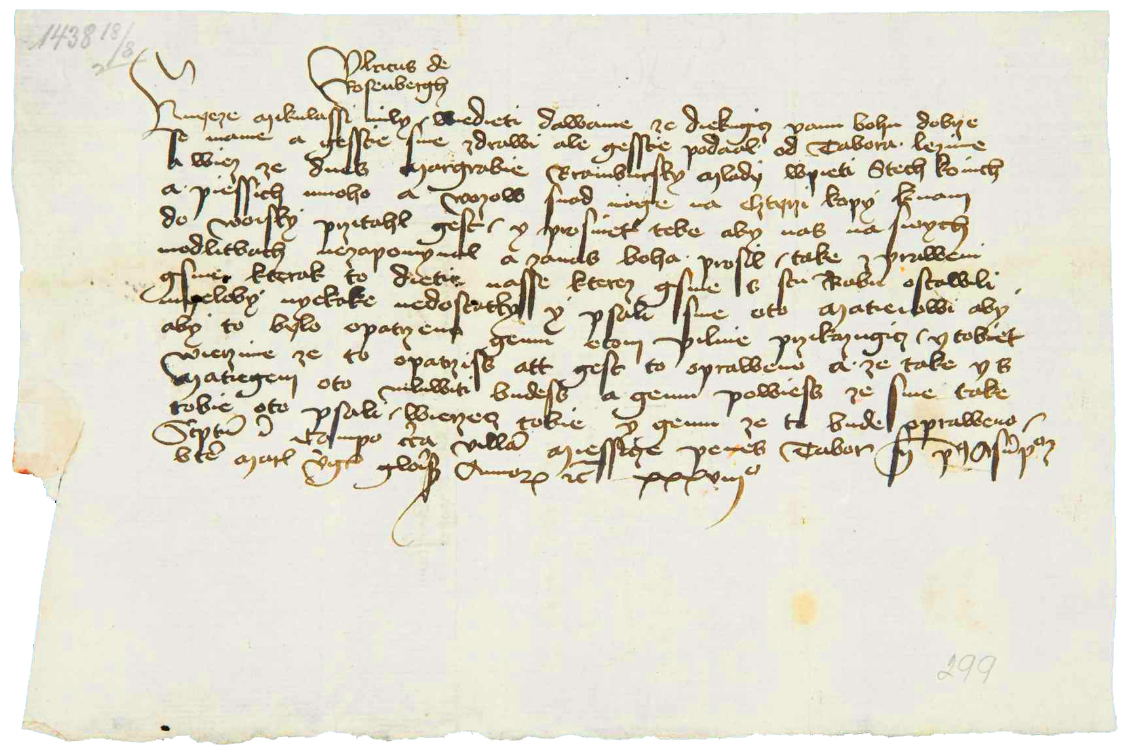
Oldřich II. z Rožmberka žádá krumlovského kněze, aby jeho nemanželské dítě bylo náležitě zaopatřeno (18. srpen 1438)

Petr šafář z Perštejnce u Kutné Hory se v roce 1423 smluvil s Janem Domašínem, Onešem, dalšími husity a zejména s kuchařem na Krumlově Dietlem, že jako pomstu za způsobená příkoří otráví vladaře a zapálí hrad Krumlov i město. Z výslechu svědka Heřmana ze Zaječic vyplývá, že Oneš doslova pravil „buďte toho pilni, zda byste se nad ním pomstili pro tu tvrz Perštajnec“. Otráven měl být vladař jedem, vmíchaným do prosoleného cinádru, tedy rybích vnitřností, ve štice. Kuchař Dietl, kterému předem zaplatili 3 kopy grošů, pak měl ještě zapálit světnice na hradě a slanit po prostěradlech do hradního příkopu a utéci do Prachatic. Mezitím již měli husitští spojenci z Prachatic, Tábora a Kutné Hory přijet ke Krumlovu a vše zbořit a vyplenit. Signálem k útoku mělo být zablýsknutí mečů z blízkého kopce. Heřman měl pomoci zapálit latrán na hradě. Jed měl opatřit Mikuláš za 10 grošů.
Nakolik by otrava a útok na Krumlov mohl být zdařilý a zda o této chystané akci věděli čelní představitelé Tábora, lze těžko posoudit. Svědectví byla učiněna pod právem útrpným.

## Zajímavosti
- Jeho dobová přezdívka zněla Kulhavý vlk.
- Po matce Alžbětě z Kravař a Plumlova byl v šesté generaci potomek Přemysla Otakara II. Přemyslova nemanželská dcera byla od roku 1276 manželkou Voka I. z Kravař (1263–1328), což byl přímý předek matky Oldřicha II. z Rožmberka.[72][73]
- Byl vedle Čeňka z Vartenberka dalším pravděpodobným členem Zikmundova Dračího řádu, což dokládá kachle s odznakem řádu a pětilistou růží z 15. století na Českém Krumlově.[74]
- Měl nemanželské dítě v době, kdy byl vdovcem. V srpnu 1438 o něm píše českokrumlovskému knězi Mikulášovi „zpraveni jsme, kterak to dietě naše, kteréž jsme s tú robú ostavili, mělo by nějaké nedostatky“. Starat se o něj měl zmíněný kněz a purkrabí na Krumlově.[75][76]